# Piccolo-Sonderband
Die Comicserie Piccolo-Sonderband aus dem Walter Lehning Verlag erschien von Januar 1954 bis Dezember 1958. Es wurden 33 Großbände veröffentlicht, die jeweils eine abgeschlossene Geschichte der Serienhelden des Lehning Verlages enthielten – u. a. Akim von Augusto Pedrazza bzw. Hansrudi Wäscher, Sigurd und Nick beide von Hansrudi Wäscher.
Der Norbert Hethke Verlag druckte die Serie von 1979 bis 1988 nach und veröffentlichte von 1995 bis 1999 weitere 42 Ausgaben mit abgeschlossenen Abenteuern – größtenteils Nachdrucke der Serie Bild Abenteuer aus dem Lehning Verlag.
Einige Nummern der Originalserie gehören zu den wertvollsten deutschen Comics und werden jährlich im Comic-Preiskatalog unter den TOP 100 aufgeführt.